# Tomosvaryella spangleri
Tomosvaryella spangleri är en tvåvingeart som beskrevs av Scarbrough och Knutson 1989. Tomosvaryella spangleri ingår i släktet Tomosvaryella och familjen ögonflugor. Inga underarter finns listade i Catalogue of Life.